# موج انفجار
موج انفجار (انگلیسی: Blast wave)، ، افزایش فشار و جریان ناشی از رسوب مقدار زیادی انرژی در یک حجم کوچک و بسیار موضعی است. میدان جریان را می‌توان به صورت یک موج ضربه‌ای سربی تقریب زد که به دنبال آن یک میدان جریان مادون صوت مشابه ایجاد می‌شود. به عبارت ساده‌تر، موج انفجار ناحیه‌ای از فشار است که به صورت مافوق صوت از هسته انفجاری به سمت بیرون گسترش می‌یابد. این موج دارای یک جبهه ضربه‌ای پیشرو از گازهای فشرده است. موج انفجار با باد انفجاری با فشار گیج منفی دنبال می‌شود که اشیاء را به سمت مرکز می‌مکد. موج انفجار به ویژه برای اشیاء بسیار نزدیک به مرکز یا در مکانی با تداخل سازنده مضر است. مواد منفجره قوی که منفجر می‌شوند، امواج انفجار ایجاد می‌کنند.